# Liste der Kulturgüter in Liesberg
Die Liste der Kulturgüter in Liesberg enthält alle Objekte in der Gemeinde Liesberg im Kanton Basel-Landschaft, die gemäss der Haager Konvention zum Schutz von Kulturgut bei bewaffneten Konflikten, dem Bundesgesetz vom 20. Juni 2014 über den Schutz der Kulturgüter bei bewaffneten Konflikten sowie der Verordnung vom 29. Oktober 2014 über den Schutz der Kulturgüter bei bewaffneten Konflikten unter Schutz stehen.
Objekte der Kategorie A sind im Gemeindegebiet nicht ausgewiesen, Objekte der Kategorie B sind vollständig in der Liste enthalten, Objekte der Kategorie C fehlen zurzeit (Stand: 1. Januar 2023).

## Kulturgüter
| Foto | | Objekt                                          | Kat. | Typ | Standort                            | Beschreibung                                         |
| ---- | --- | ----------------------------------------------- | ---- | --- | ----------------------------------- | ---------------------------------------------------- |
| BW   | Datei hochladen · Wikidata zu Liesbergmüli, paläolithische-mesolithische Höhlen und Abristationen (Q29678680) | Liesbergmüli KGS-Nr.: 12150                     | A    | F   | Delsbergerstrasse 599820 / 249540   | Paläolithisch-mesolithische Höhlen und Abristationen |
| ja   | Datei hochladen · Wikidata zu Drei Birsbrücken bei der Cementfabrik (Q118134644)                              | Birsbrücken bei der Cementfabrik KGS-Nr.: 12148 | B    | G   | bei Baselstrasse 20 600300 / 250100 | Drei Birsbrücken bei der Cementfabrik                |
| BW   | Datei hochladen · Wikidata zu Ortsmuseum Liesberg (Q27484559)                                                 | Ortsmuseum KGS-Nr.: 12312                       | B    | S   | Im Pfarrgarten 8 599193 / 250235    |                                                      |